# 布里安 (密蘇里州)
布里安（英語：Brian）是位於美國密蘇里州鄧克林縣的非建制地區。

## 歷史
布里安的郵局於1910年設立，其後於1926年停運。

## 地理
布里安所處的海拔為高於海平面97米（即318英呎），而該地所採用的時區為UTC-6，即北美中部時區（CST）。同時該地設有夏令時間，為UTC-6調快一小時，即UTC-5（CDT）。